# Brezhoneg 'raok
Pistes de Chemins de terre
Marv eo ma mestrez An hini a garan
Brezhoneg 'raok (« En avant la langue bretonne ») est une chanson bretonne d'Alan Stivell sortie en 1973 en 45 tours puis sur le 33 tours Chemins de terre. Il prend position comme défenseur de la langue bretonne pour l'avenir de la Bretagne.

## Contenu
Le titre est détonateur pour le rock en breton, mêlant avec un jeu de mots rock et raok (en avant). Cette chanson marque le point de départ du combat de Stivell pour la reconnaissance de la langue bretonne. Et de fait, écrire et chanter du rock en breton a toujours été considéré comme un acte « politique », à la fois pour la défense de ce patrimoine mais aussi parce les artistes qui font ce choix se veulent en prise directe avec la vie de la société. L'universitaire en sociolinguistique Marielle Rispail considère que « le discours didactique de la chanson n'a pas besoin de grands mots, ceux de tous les jours suffisent » et cite l'exemple de Brezhoneg raok.
Alan Stivell prêche la réappropriation de la langue, en s’appliquant à redonner une nouvelle jeunesse à la formule de l'association Bleun-Brug « Hep brezhoneg, Breizh ebet ». L’outrage à l’identité est dénoncé comme privation d’histoire et comme atteinte à l’unité territoriale, brisée par le démembrement administratif. Dans les paroles, il convie tous les bretons (de Basse-Bretagne au Pays Nantais, des campagnes aux grandes cités) à prendre garde de l'importance de la langue bretonne pour l'existence de la Bretagne. Il prend un exemple humain, qui est de ne plus pouvoir à l'avenir exprimer ses sentiments dans sa langue : « Si vous ne pouvez lui dire « je t'aime » / Si vous ne pouvez dire « mon fils » à votre enfant / La séance est à jamais terminée ». Il avertit du risque de voir disparaître « à jamais un champ de vision de la vérité, de l'univers », par une humanité « un peu plus tyrannisée par la force, l'argent et la matière ».

## Influences
Le chanteur en langue bretonne Dom Duff a été influencé et a repris la chanson en 2010 sur son album Roc'h. 
Le Bagad Cap Caval interprète le morceau sur son album Brezhoneg Raok.
Le groupe Daonet y fait un clin d'œil en intitulant son album Rok a Raok.
Le poète lorrain Jo Nousse la chante en platt.